# Type of Way
 (décembre 2014).
Singles de Rich Homie Quan
Difference
(2013) My Nigga
(2013)
Type of Way est un single du rappeur américain Rich Homie Quan. C'est le deuxième extrait de sa mixtape, Still Goin In: Reloaded, publié le 22 août 2013. La chanson a été produite par Yung Carter. Le remix officiel a été publié le 27 septembre 2013 avec les rappeurs Young Jeezy et Meek Mill.

## Le clip
La vidéo a débuté sur MTV2 le 14 juillet 2013 et a été tournée par Motion Family.

## Réception critique
Complex a placé la chanson sur la liste des 50 meilleures chansons du 2013, en la classant numéro six. La chanson est entrée numéro 54 dans la liste des 100 meilleures chansons du Pitchfork  et XXL l'a nommée comme une des meilleures chansons dans sa top five.